# Yvonne Printemps

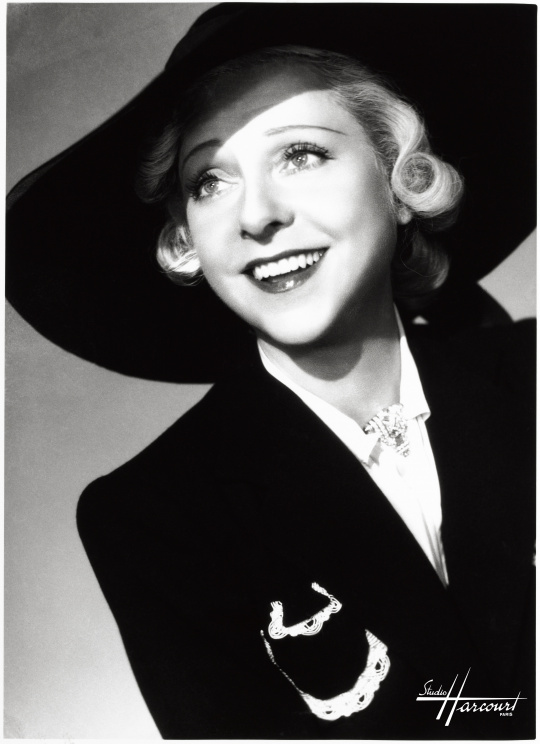
Yvonne Printemps (1943)

Yvonne Printemps, gebürtige Yvonne Wigniolle, (* 25. Juli 1894 in Ermont, Frankreich; † 18. Januar 1977 in Neuilly-sur-Seine, Paris) war eine französische Sängerin (Sopran) und Schauspielerin.

## Leben
Yvonne Wigniolle debütierte bereits mit 12 Jahren im Pariser Revue-Theater La Cigale und trat mit 13 im berühmten Folies Bergère auf. Dort erhielt sie aufgrund ihres Charmes und sonnigen Gemüts den Spitznamen „Printemps“ (Frühling).
Sie wurde schnell ein junger, talentierter Star des französischen Varieté und trat mit Maurice Chevalier und Mistinguett auf.

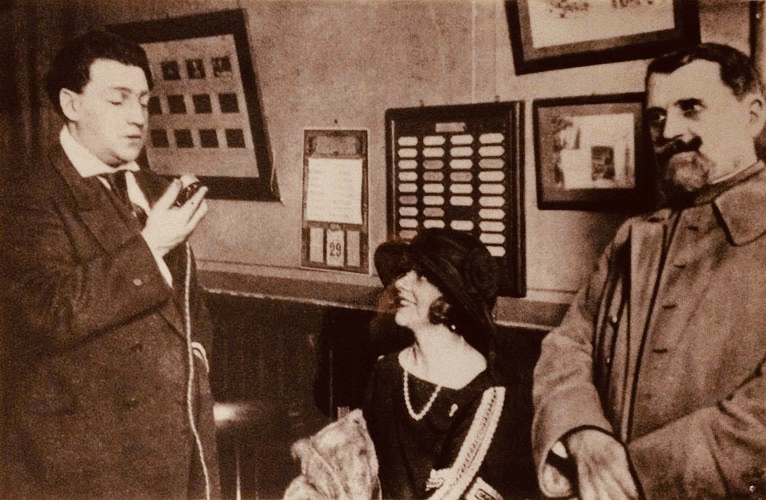
Sacha Guitry, Yvonne Printemps und General Gustave-Auguste Ferrié

1919 heiratete sie den Drehbuchautor und Dramatiker Sacha Guitry, der für Yvonne Printemps maßgeschneiderte Rollen schrieb. Zusammen traten sie 1925 mit dem äußerst erfolgreichen Bühnenstück Mozart erstmals in den USA auf. Ihren größten Erfolg feierte Printemps 1934 in Noël Cowards Conversation Piece. Mit diesem Stück triumphierte sie in Paris, im Londoner West End und schließlich am Broadway. Ihr Name stand auf der am 4. September 1945 von der Résistance-Organisation Front national veröffentlichten Liste von Kollaborateuren im Kulturbetrieb unter der deutschen Besatzung Frankreichs im Zweiten Weltkrieg.
Zwischen 1918 und 1951 spielte sie in neun kommerziell erfolgreichen Filmen mit, blieb jedoch der Bühne treu.
Während ihrer Ehe lernte sie den Filmstar Pierre Fresnay kennen und lieben. Für ihn trennte sie sich von Guitry und lebte mit Fresnay bis zu seinem Tod 1975 zusammen.
Bis Mitte 60 blieb sie ein Star der Pariser Bühne und liebte es als Diva hofiert zu werden. Sie genoss das Rampenlicht und trug, selbst wenn sie ihre Hunde ausführte, kostbaren Schmuck, Pelze und riesige Hüte, um ihre Bewunderer in Staunen zu versetzen.
Yvonne Printemps starb 1977 im vornehmen Pariser Vorort Neuilly-sur-Seine, wo sie auch zusammen mit Pierre Fresnay bestattet ist.
1994 verewigte die französische Regierung ihr Bild auf einer Briefmarke.

## Filmografie (Auswahl)
- 1918: Un roman d’amour et d'aventures
- 1938: Adrienne Lecouvreur
- 1939: Le duel
- 1949: La valse de Paris
- 1951: Le voyage en Amérique